# Hackås
Hackås is een plaats gelegen in de gemeente Berg in het landschap Jämtland en de provincie Jämtlands län in Zweden. Het dorp heeft 518 inwoners (2005) en een oppervlakte van 92 hectare. Hackås ligt op een landengte in het Storsjön, tussen dat meer en aan het Näkten. Vanuit Brunflo komend passeert men eerst de Brunfloviken, dan gaat men de landtong dwars over en komt men aan een andere uitloper aan het Storsjön.
Rond het dorp zijn diverse bezienswaardigheden: een middeleeuws kerkje en ruïnes.
Hackås is te bereiken via de Europese weg 45 en in de zomer met de toeristische spoorlijn Inlandsbanan, er is een treinstation in de plaats.

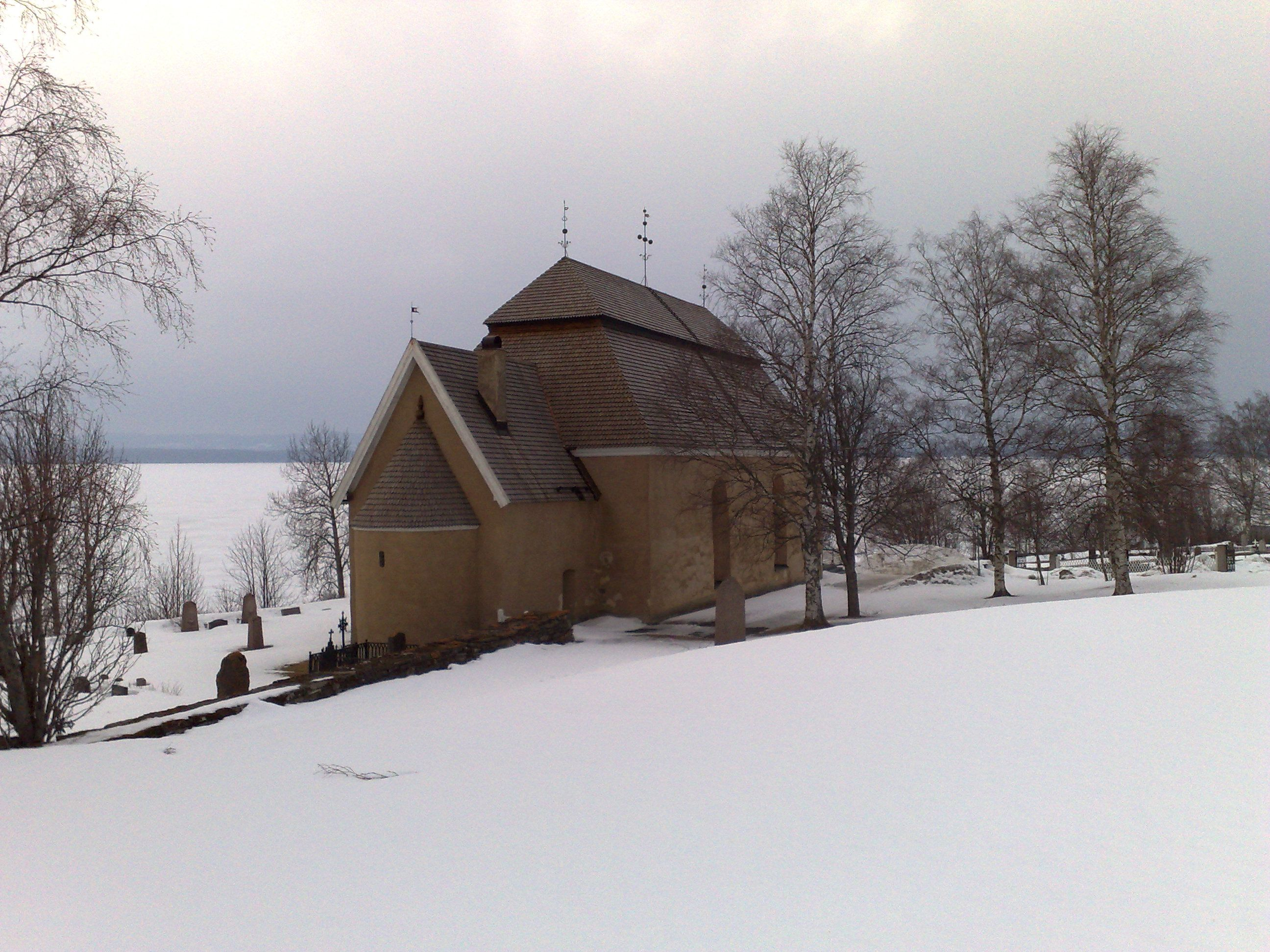
Kerk
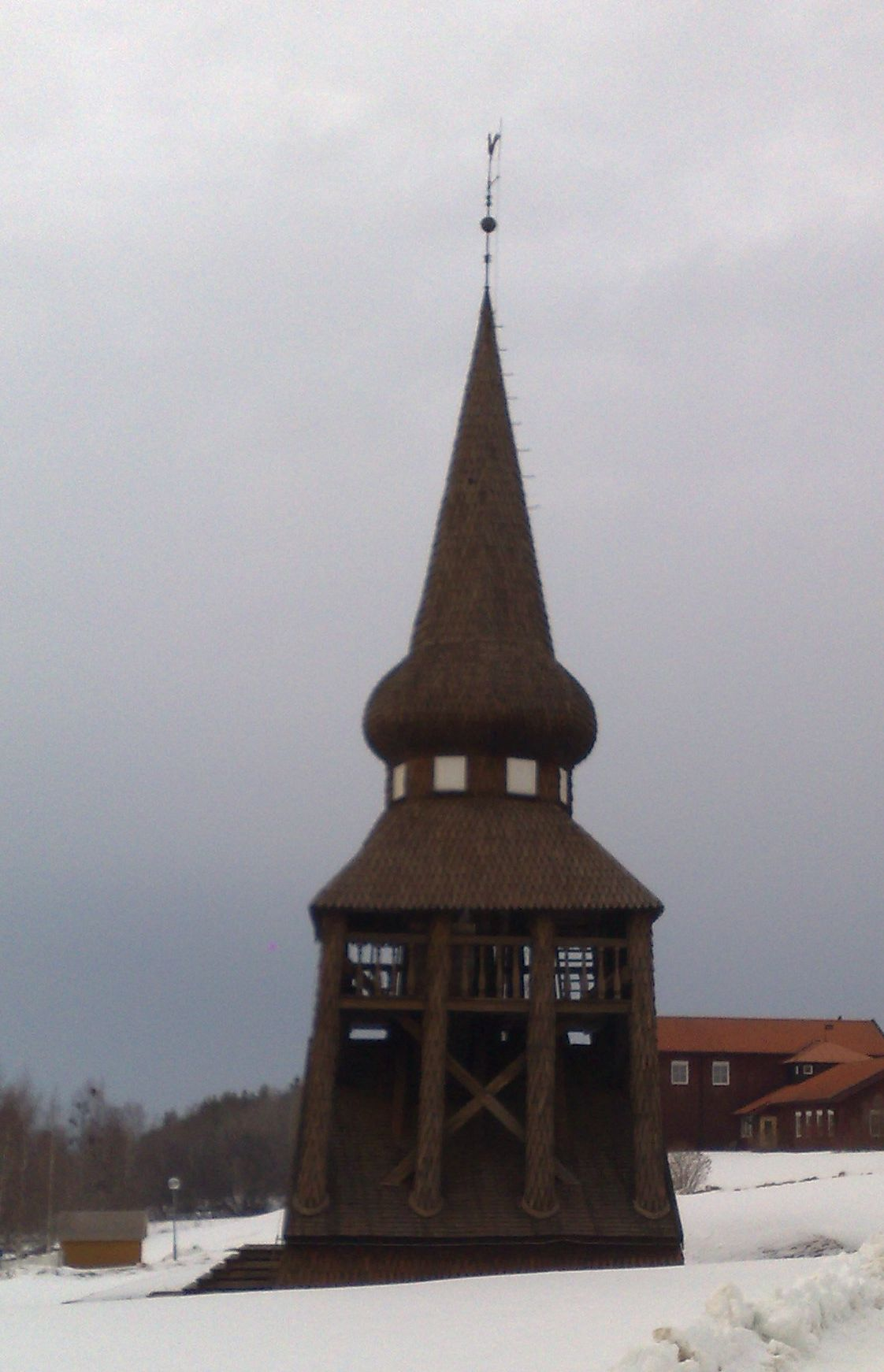
Kerktoren